# رزماری آلوچ
رزماری آلوچ (انگلیسی: Rosemary Aluoch؛ ۷ مه ۱۹۷۶ – ۴ اکتبر ۲۰۲۰) بازیکن فوتبال اهل کنیا بود.
وی همچنین در تیم ملی فوتبال Kenya بازی کرده‌است.